# Сахиб Ата

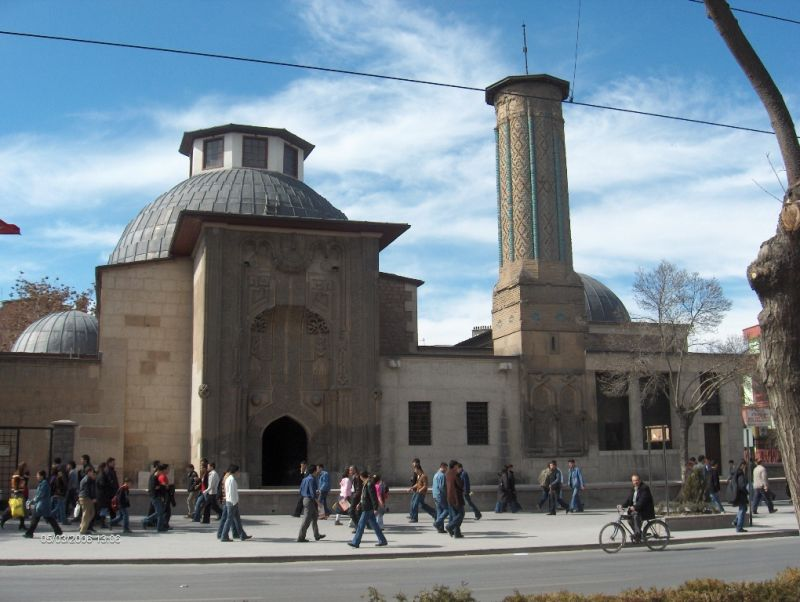
Высокий минарет медресе в Конье.

Сахиб-Ата Фахреддин Али (тур. Sahip Ata Fahrettin Ali; умер в 1288/1289 годах) —  чиновник Сельджукских султанов Рума Кейхюсрева II и Кейкавуса II, визирь. Сыновья Али основали бейлик Сахиб-Атаогуллары.

## Биография
Али родился в знатной семье в Конье, его отца звали Хусейн аль-Коневи. Первая известная должность Али - эмир-и дад. Слово «эмир-и дад» происходит от арабского слова «эмир» и персидского слова «дад» (справедливость). У сельджуков эмир-и дад рассматривал в суде дела, не связанные с религией, особенно преступления, совершённые против государства.
Конийский султанат находился с 1243 года в вассальной зависимости от монголов. В 1246 году умер Кейхюсрев II и между его сыновьями Кейкавусом II, Кылыч-Арсланом IV и Кейкубадом II началась борьба за трон. Али принял сторону Кейкавуса II.  Некоторое время братья правили втроем (триумвират), но постоянно интриговали друг против друга. Чиновники ильхана часто отправляли послов к султану и вымогали деньги. Кейкавус отправил Али послом к Бату, чтобы прекратить эту практику и Али добился успеха. Бату издал указ, запрещающий посланникам военачальников ильханата отправляться в Анатолию. В 1257 году умер Кейкубад II. Те земли султаната, которые находились западнее реки Галис,  ильхан Хулагу выделил Кейкавусу, а те, которые находились восточнее - Кылыч-Арслану. Визирем Кылыч-Арслана IV стал его атабек Мюинеддин Сулейман Перванэ. Когда в 1259 году Кейкавус II  отправился к Хулагу, он назначил Али регентом в Конье. В 1260 году умер визирь Кейкавуса II, Махмуд Туграи, и этот пост занял Али.
Ильхан послал войско в Анатолию, утверждая, что Кейкавус II не уплатил налог. Кейкавус, не понимая причин нападения, послал Али в Аксарай к Кылыч-Арслану, чтобы тот выяснил, в чём проблема, и предотвратил нападение монгольской армии. Согласно Аксараи (ум. 1332/33),  Али  тайно договорился с Перванэ Мюинеддином Сулейманом, который обещал ему сохранение должности за измену Кейкавусу: «Сахиб Фахреддин Али решил, что лучше быть визирем всей страны, чем быть визирем половины» и предал своего хозяина. Кейкавус проиграл борьбу и в 1262 году укрылся в Константинополе, Кылыч-Арслан стал единолично править Конийским султанатом, а Али при поддержке Перванэ был назначен визирем. Одновременно с назначением ему и его сыновьям, Таджеддину Хусейну (старший) и Нусретеддину Хасану, были пожалованы как икта Карахисар, Бейшехир и Акшехир.
В 1264 году между Кылыч-Арсланом IV и Перванэ возник конфликт. Султан обвинил визиря в использовании армии в личных целях. Спасая себя, Перванэ оговорил султана перед монголами и казнил его. Али Перванэ тоже хотел устранить, поскольку видел в нем своего соперника, но в то время старший сын Али, Таджеддин Хусейн, занимал высокий пост и Перванэ его опасался. В 1271/72 году посредством интриг и мошенничества Перванэ смог оговорить Хусейна перед ильханом и арестовал его. Он обвинил  Али в контакте с Кейкавусом II (Хусейн был женат на кузине Кейкавуса), арестовал его и заключил в замок Османджик. Второй сын Али, Нусретуддин Хасан, был лишён уджа, полученного ранее как икта. Хасан тайно явился к ильхану Абаке-хану и смог убедить его в ложности обвинений в адрес отца.  В 1272/73 году Али был освобождён и помилован. В 1275/76 году он вернул себе должность визиря и отдал своим детям в управление и Карахисар, и Ладик с Хоназом.
В 1277 году в Анатолии против сельджукско-монгольского управления поднялось восстание под руководством Джимри и Караманоглу Мехмета-бея. Сыновья Али, который служил сельджукам и монголам, выступили против восставших Хусейн и  Хасан потратили 50000 дирхамов и набрали солдат среди туркменов племени Гермиян. У деревни Алтунташ в битве с Караманоглу Мехметом-беем  Хусейн и Хасан  были убиты, после чего  Сахиб-Ата утратил значительную часть своего влияния. Визирь создал вакуф и сделал своего внука Шемседдина Мехмеда его попечителем.  В 1287 году Шемседдин Мехмед был убит в бою с  Гермиянидами. Узнав о смерти внука, Сахиб-Ата вместе с султаном Месудом II и войском монголов напал на Гермиянидов. Рейд произошёл до 16 ноября 1287 года. После этих событий Сахиб-Ата  прожил недолго и умер в 1288 году.
Под руководством Сахиб-Ата было построено большое число сооружений, несколько мечетей и медресе, в том числе мечеть Сахиб-Ата и высокий минарет медресе в Конье, голубое медресе в Сивасе (1271).
Он тратил свое имущество на благотворительность, поэтому его называли «ата (дед, старший)». Эфляки утверждал, что Сахиб-Ата  был  известен как «Абу'ль-хайрат» и был в окружении Мевляны. Согласно Аксарайи, по приказу Али книги дивана  были переведены с арабского на персидский язык. Имя Сахиб-Аты носит  общественный комплекс, медресе и гробница в Конье, медресе и два фонтана в Кайсери, Гёкмедресе и фонтан в Сивасе, Ташмедресе и мечеть в Акшехире. Караван-сарай Ишакли  является самым важным из восемнадцати построенных Али зданий. В честь Сахиб-Аты Афьонкарахисар ранее назывался Карахисар-и-сахиб.  Основанный его сыновьями и внуками в Афьонкарахисаре и его окрестностях бейлик известен как Сахиб-Атаогуллары.

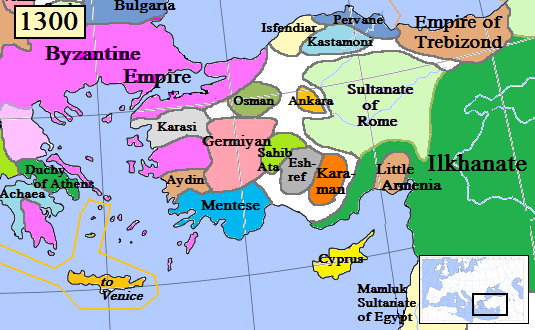
Анатолия около 1300 года.

## Семья
- Сын, Таджеддин Хусейн. По описанию современника Ибн-Биби, Хусейн «в управлении войском, владении мечом, любви к солдатам, шедрости, накоплении добрых воспоминаний [о себе] был исключением и в высшей степени отличившимся среди остальных предводителей, всех полководцев и высокопоставленных людей государства Рум». Он был женат на дочери Кира Хайи (дяди султана Кейкавуса II)[7].
- Сын, Нусретуддин Хасан[2].
- Дочь[3][4].